# العلاقات الكويتية التونسية
العلاقات الكويتية التونسية هي العلاقات الثنائية التي تجمع بين الكويت وتونس.

## مقارنة بين البلدين
هذه مقارنة عامة ومرجعية للدولتين:
| وجه المقارنة                                              | الكويت        | تونس                                       |
| --------------------------------------------------------- | ------------- | ------------------------------------------ |
| المساحة (كم2)                                             | 17.82 ألف     | 163.61 ألف                                 |
| عدد السكان (نسمة)                                         | 4.14 مليون    | 11.53 مليون                                |
| الكثافة السكانية (ن./كم²)                                 | 232.32        | 70.47                                      |
| العاصمة                                                   | مدينة الكويت  | تونس                                       |
| اللغة الرسمية                                             | اللغة العربية | اللغة العربية                              |
| العملة                                                    | دينار كويتي   | دينار تونسي                                |
| الناتج المحلي الإجمالي (بليون دولار)                      | 120.13 مليار  | 40.26 مليار                                |
| الناتج المحلي الإجمالي (تعادل القوة الشرائية) بليون دولار | 290.53 مليار  | 129.05 مليار                               |
| الناتج المحلي الإجمالي الاسمي للفرد دولار أمريكي          | 29.30 ألف     | 3.87 ألف                                   |
| الناتج المحلي الإجمالي للفرد دولار أمريكي                 | 73.25 ألف     | 11.44 ألف                                  |
| مؤشر التنمية البشرية                                      | 0.816         | 0.721                                      |
| رمز المكالمات الدولي                                      | +965          | +216                                       |
| رمز الإنترنت                                              | .kw           | .tn                                        |
| المنطقة الزمنية                                           | ت ع م+03:00   | ت ع م+01:00، توقيت وسط أوروبا، ت ع م+02:00 |

## مدن متوأمة
في ما يلي قائمة باتفاقيات التوأمة بين مدن كويتية وتونسية:
- ترتبط مدينة الكويت مع تونس باتفاقية توأمة منذ 2011.

## منظمات دولية مشتركة
يشترك البلدان في عضوية مجموعة من المنظمات الدولية، منها:
| علم المنظمة | اسم المنظمة                                 | تاريخ انضمام الكويت | تاريخ انضمام تونس |
| ----------- | ------------------------------------------- | ------------------- | ----------------- |
|             | صندوق النقد العربي                          | ?                   | ?                 |
|             | جامعة الدول العربية                         | 20 يوليو 1961       | 1 أكتوبر 1958     |
|             | منظمة التجارة العالمية                      | ?                   | ?                 |
|             | الاتحاد البريدي العالمي                     | ?                   | ?                 |
|             | يونسكو                                      | 18 نوفمبر 1960      | 8 نوفمبر 1956     |
|             | مؤسسة التمويل الدولية                       | 13 سبتمبر 1962      | 25 يوليو 1962     |
|             | منظمة التعاون الإسلامي                      | ?                   | ?                 |
|             | المركز الدولي لتسوية المنازعات الاستشارية   | 4 مارس 1979         | 14 أكتوبر 1966    |
|             | منظمة حظر الأسلحة الكيميائية                | ?                   | ?                 |
|             | مؤسسة التنمية الدولية                       | 13 سبتمبر 1962      | 30 ديسمبر 1960    |
|             | وكالة ضمان الاستثمار متعدد الأطراف          | 12 أبريل 1988       | 7 يونيو 1988      |
|             | المصرف العربي للتنمية الاقتصادية في أفريقيا | ?                   | ?                 |
|             | منظمة الشرطة الجنائية الدولية               | ?                   | ?                 |
|             | الأمم المتحدة                               | 14 مايو 1963        | 12 نوفمبر 1956    |
|             | الاتحاد الدولي للاتصالات                    | 14 أغسطس 1959       | 14 ديسمبر 1956    |
|             | البنك الدولي للإنشاء والتعمير               | 13 سبتمبر 1962      | 14 أبريل 1958     |
|             | المنظمة الهيدروغرافية الدولية               | ?                   | ?                 |
|             | البنك الإفريقي للتنمية                      | ?                   | ?                 |
|             | الصندوق العربي للإنماء الاقتصادي والاجتماعي | ?                   | ?                 |

## وصلات خارجية
- موقع وزارة الخارجية الكويتية
- موقع وزارة الخارجية التونسية